# Leuchtturm Dahmeshöved
Der Leuchtturm Dahmeshöved ist ein Leuchtfeuer in der Gemeinde Dahme im Kreis Ostholstein in Schleswig-Holstein.

## Geschichte
Er wurde 1878/79 nach Plänen Ludwig Alexander Veitmeyers auf einer Höved (niederdeutsch für Anhöhe) errichtet und diente der Schifffahrt auf dem Lübeck-Gedser-Weg in der Lübecker und der Mecklenburger Bucht. Als 28,8 m hoher, achteckiger Ziegelturm mit einer von einer Galerie umgebenen eisernen Laterne steht er etwa zwei Kilometer südlich von Dahme.
Zu dem Leuchtturm, der unter Denkmalschutz steht, gehörte eine Luftnebelschallanlage bzw. ein Nebelhorn. Deren Ton hatte 300 Hz und sandte den Morsebuchstaben „D“ (lang, kurz, kurz). 1982 wurde der vorhandene rote Farbanstrich mit weißem Band ersatzlos entfernt und das rote Ziegelmauerwerk freigelegt.
Das Leuchtfeuer war ursprünglich eine Flamme, die mit Petroleum gespeist wurde und ihr Licht über eine Fresnellinse nach außen abgab. Der Umstellung auf Gas erfolgte 1925, später die Umstellung auf elektrischen Strom. Zurzeit (2018) ist eine 400 W starke Halogen-Metalldampflampe eingebaut, die mit einer Lichtstärke von ca. 140 000 Candela eine Reichweite von etwa 23 sm bzw. 43 km hat.
Der Leuchtturm war ein wichtiger Navigationspunkt für Menschen, die über die Ostsee aus der DDR flohen.
Seit Oktober 2020 erfolgt der Betrieb und Unterhalt durch das WSA Ostsee.
Er kann zeitweise besichtigt werden und dient auch als Standesamt. Das Wohnhaus und einige Nebengebäude werden privat genutzt.

## Philatelistische Würdigung
In philatelistischer Würdigung des Turms gab die Deutsche Post AG mit Ausgabetag 7. Juli 2011 ein Postwertzeichen im Wert von 90 Eurocent heraus. Die deutsche Sonderpostwertzeichenserie Leuchttürme (Mi.-Nr. 2879) erscheint seit 2004. Der Entwurf dieser Marke der Briefmarkenserie Leuchttürme stammt, wie alle bisherigen Briefmarken der Serie, vom Grafiker Johannes Graf aus Dortmund nach fotografischer Vorlage vom Wissenschaftsfotograf Reinhard Scheiblich aus Norderstedt. Die Ausgabe erfolgte in einer Auflage von 6,025 Millionen Stück.
Durch den privaten Postdienstleister NordBrief wurde 2016 eine Briefmarke im Wert von 2,25 Euro herausgegeben.

## Trivia
Unter Seglern ist Dahmeshöved auch als Kap Hoorn der kleinen Leute bekannt.

## Bilder

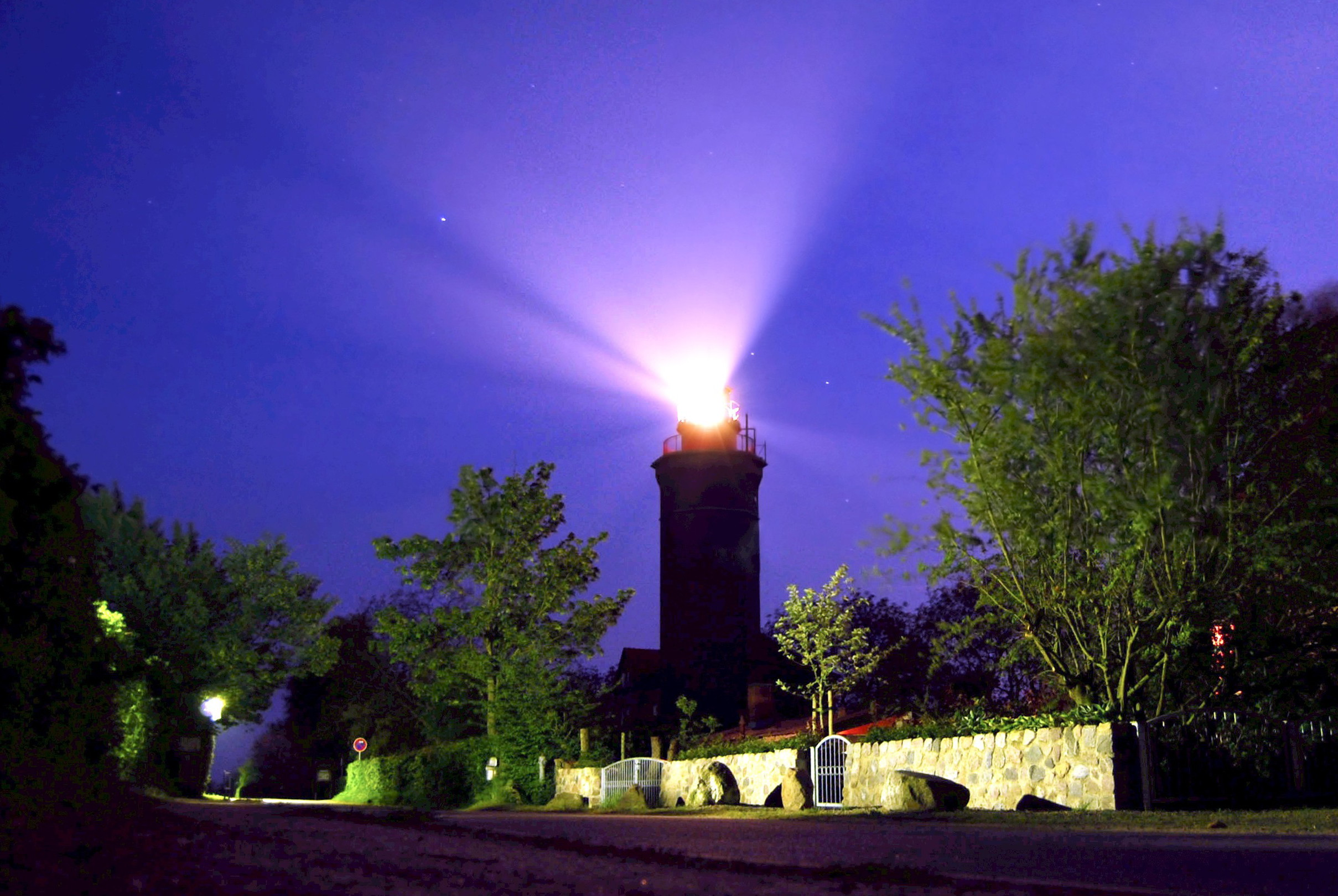
Leuchtturm Dahmeshöved, nachts, Mai 2008
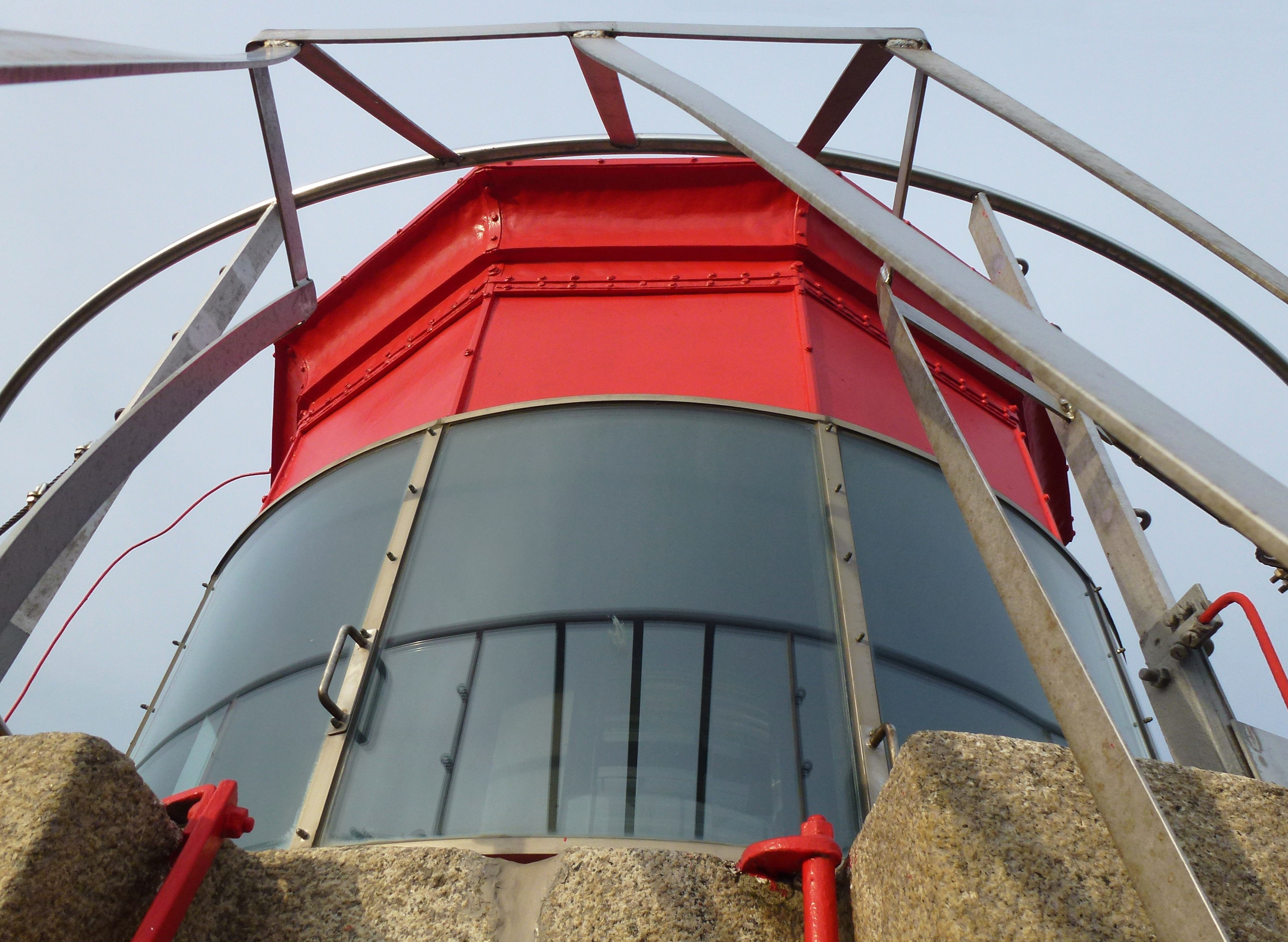
Laterne
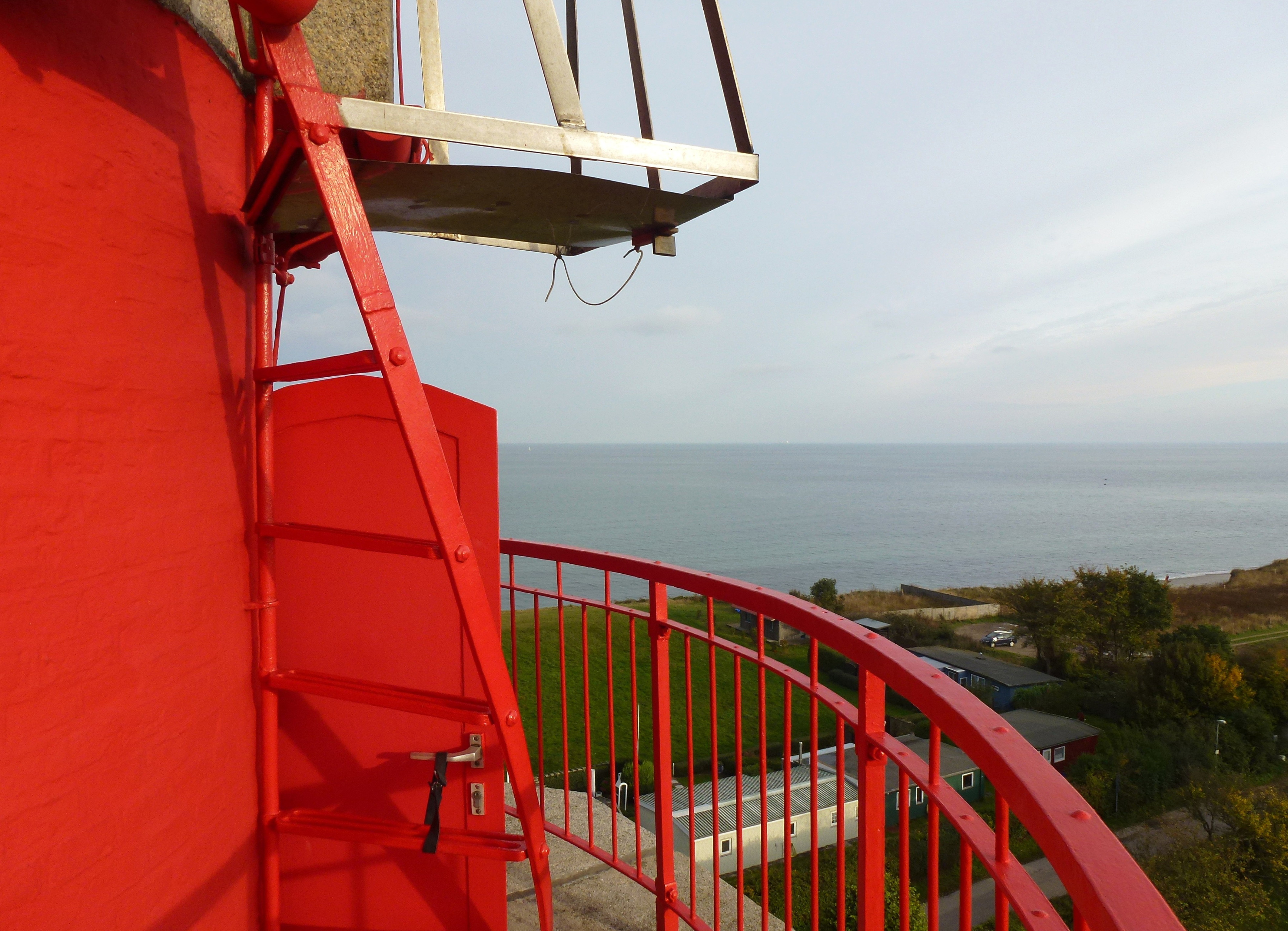
Aussicht von der Besucherplattform
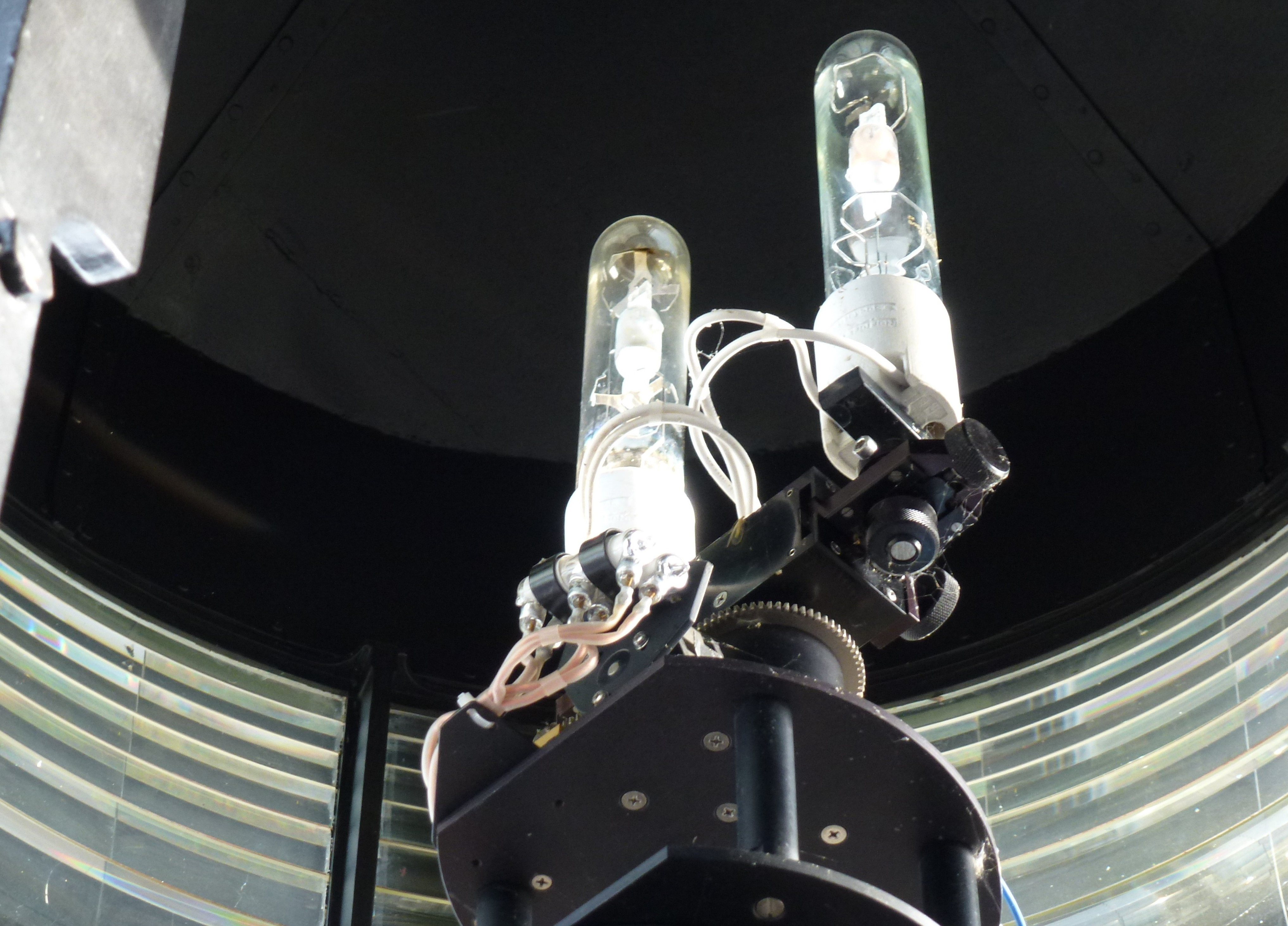
Zwei Halogen-Metalldampflampen (eine ist Reserve)
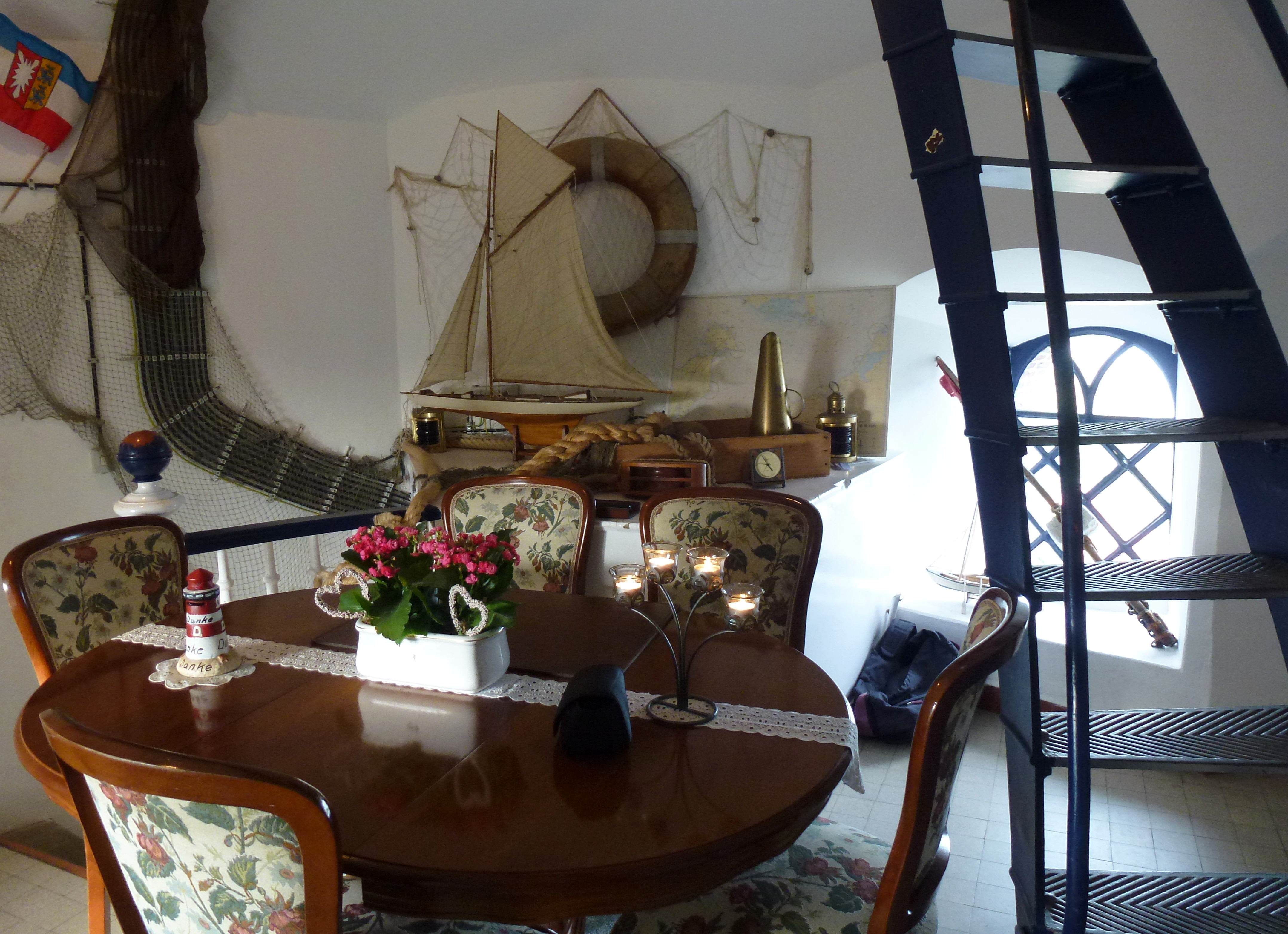
Trauzimmer